# Улица Писарева (Новосибирск)
Улица Пи́сарева — прямая улица в Центральном районе Новосибирска, являющаяся продолжением улицы Железнодорожной. Начинается от Т-образного перекрёстка с Железнодорожной и Советской улицами, далее — в западном направлении — пересекает Красный проспект, улицы Семьи Шамшиных, Татарскую, после чего проходит путепроводом над Ипподромской магистралью, затем пересекает улицы Селезнёва, Войкова и заканчивается в жилом квартале между улицами Николая Островского с северной стороны и улицей Кольцова с южной стороны.

## Организации
- Российский Красный Крест
- д. 53 — Научно-исследовательский институт электронных приборов
- Новосибирский институт клинической психологии
- Сибирский Государственный Университет Водного Транспорта
- Баzа, специализированный торговый центр

## Деловые центры
- Советская 64
- Парус

## Транспорт
На улице Писарева расположена одна автобусная остановка — «Советская», обслуживаемая автобусом № 3 (1103) («Вокзал-Главный—пос. Северный»), три троллейбусные остановки («Писарева», «Семьи Шамшиных», «Ольги Жилиной») с маршрутом № 13 («Учительская—Метро Речной вокзал») и трамвайная остановка «Писарева» — маршрут № 13 («Гусинобродское шоссе—Писарева»).

## Достопримечательности
Бюст Вячеслава Бахирева (у проходной НИИ электронных приборов).